# Oktaederstumpf

Entstehung des Oktaederstumpfs aus einem Oktaeder

Der Oktaederstumpf (auch abgestumpftes Oktaeder) ist ein Polyeder (Vielflächner), das zu den archimedischen Körpern zählt und durch Abstumpfung der sechs Ecken eines Oktaeders entsteht. Anstelle der Ecken befinden sich nun dort sechs Quadrate; aus den acht regelmäßigen Dreiecken werden regelmäßige Sechsecke (Hexagon). Er hat 14 Flächen, 36 Kanten und 24 Ecken, an denen sich je drei Kanten treffen. Der Oktaederstumpf tritt gegenüber verwandten Polyedern dadurch hervor, dass er lückenlos den Raum füllt.

## Eigenschaften
Der Oktaederstumpf weist mehrere Symmetrien auf. Seine 24 Ecken sind alle gleichwertig: An jeder Ecke treffen sich ein Quadrat und zwei regelmäßige Sechsecke, und durch Drehung des Körpers kann jede Ecke auf eine beliebige andere Ecke abgebildet werden. Im kartesischen Koordinatensystem mit x-, y- und z-Achse lässt sich der Oktaederstumpf so am Koordinatenursprung zentrieren, dass die Koordinaten seiner Ecken Permutationen von (0, ±1, ±2) sind. Die Kantenlänge ist dann {\displaystyle a={\sqrt {2}}}.
Fügt man bei der Abstumpfung eines Oktaeders zum Oktaederstumpf die sechs abgeschnittenen Pyramiden derart paarweise zusammen, dass ihre quadratischen Grundflächen aufeinandertreffen, so entstehen drei vollwertige Oktaeder.
Der zum Oktaederstumpf duale Körper ist das Tetrakishexaeder.

### Raumfüllung

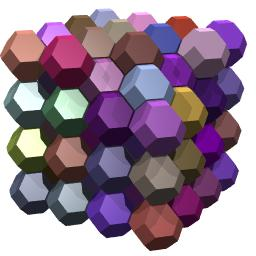

Oktaederstümpfe füllen den Raum lückenlos aus, wenn sie – wie in den folgenden Grafiken gezeigt – zu einer Parkettierung des Raums aneinandergefügt werden. Aus diesem Grund wurde seine Form unter anderem als Grundbaustein für Schaum, Werkstoffe
und für modulare Raumschiffe oder Raumstationen vorgeschlagen.
Zusätzlich gibt es mehrere Raumfüllungen mit Lücken, die auf Oktaederstümpfen aufbauen. Diese entsprechen der Kristallstruktur von Zeolith A, Zeolith X, Zeolith Y, Sodalith und Faujasit.

## Formeln
| Größen eines Oktaederstumpfs mit Kantenlänge a    | Größen eines Oktaederstumpfs mit Kantenlänge a                                       |
| ------------------------------------------------- | ------------------------------------------------------------------------------------ |
| Volumen ≈ 11,31 a3                                | {\displaystyle V=8{\sqrt {2}}\cdot a^{3}}                                            |
| Oberflächeninhalt ≈ 26,78 a2                      | {\displaystyle A_{O}=6\left(1+2{\sqrt {3}}\right)\cdot a^{2}}                        |
| Umkugelradius ≈ 1,58 a                            | {\displaystyle r_{u}={\frac {a}{2}}{\sqrt {10}}}                                     |
| Kantenkugelradius = 1,5 a                         | {\displaystyle r_{k}={\frac {3}{2}}\,a}                                              |
| 1. Flächenwinkel (Hexagon–Hexagon) ≈ 109° 28′ 16″ | {\displaystyle \beta _{1}=2\arctan {\sqrt {2}}\approx 109{,}47^{\circ }}             |
| 2. Flächenwinkel (Hexagon–Quadrat) ≈ 125° 15′ 52″ | {\displaystyle \beta _{2}=180^{\circ }-\arctan {\sqrt {2}}\approx 125{,}26^{\circ }} |
| Eckenraumwinkel = π                               | {\displaystyle \Omega =\beta _{1}+2\beta _{2}-\pi =\pi }                             |
| Sphärizität ≈ 0,90992                             | {\displaystyle \Psi ={\frac {4\,{\sqrt[{3}]{9\,\pi }}}{3+6{\sqrt {3}}}}}             |

## Herleitung der Formeln

Oktaederstumpf

Oktaederstumpf: Grundriss und Aufriss, das Oktaeder ist grün

Der Oktaederstumpf entsteht durch Abschneiden der Spitzen eines regulären Oktaeders so, dass die Kanten des Oktaeders auf 1/3 gekürzt werden. Bezeichnet {\displaystyle a_{0}} die Länge der Kante des Oktaeders, {\displaystyle h_{0}} die Höhe des Oktaeders und {\displaystyle a} die Kantenlänge des Oktaederstumpfes, so gilt
{\displaystyle a_{0}=3a,\quad h_{0}={\frac {a_{0}}{\sqrt {2}}}={\frac {3a}{\sqrt {2}}}}
Aus dem zweiten Bild erkennt man:
Der Kantenkugelradius ist {\displaystyle \ r_{k}={\frac {a_{0}}{2}}={\frac {3a}{2}}}
Der Umkugelradius ist
{\displaystyle r_{u}={\sqrt {r_{k}^{2}+\left({\frac {a}{2}}\right)^{2}}}={\frac {a}{2}}{\sqrt {10}}}
Die größte Kugel, die in einen Oktaederstumpf passt, berührt nur die Sechsecke und hat den Radius
{\displaystyle r_{i}={\frac {a}{2}}{\sqrt {6}}\approx 1{,}225\;a}
Die Kugel, die die Quadrate von innen berührt, hat den Radius {\displaystyle a{\sqrt {2}}\approx 1{,}414\;a}.
Ein Sechseck hat denselben Neigungswinkel {\displaystyle \gamma } wie die Seitenflächen des Oktaeders. Es gilt:
{\displaystyle \tan \gamma ={\frac {h_{0}}{a_{0}/2}}={\sqrt {2}}}
Hieraus ergibt sich der Winkel {\displaystyle \beta _{1}} zwischen zwei Sechsecken. Er ist (wie beim Oktaeder zwischen den Dreiecken):
{\displaystyle \beta _{1}=2\gamma =2\arctan {\sqrt {2}}\approx 109{,}47^{\circ }}
Der Winkel {\displaystyle \beta _{2}} zwischen einem Sechseck und einem Quadrat ist (siehe Bild)
{\displaystyle \beta _{2}=180^{\circ }-\gamma =180^{\circ }-\arctan {\sqrt {2}}\approx 125{,}26^{\circ }}
Da in einer Ecke zwei Sechsecke mit dem Winkel {\displaystyle \beta _{1}} und ein Quadrat mit den beiden Sechsecken mit dem Winkel {\displaystyle \beta _{2}} zusammentreffen, ergibt sich aus der Ebenenformel für die Berechnung eines Raumwinkels:
{\displaystyle \Omega =\beta _{1}+\beta _{2}+\beta _{2}-\pi =2\arctan {\sqrt {2}}+2\left(\pi -\arctan {\sqrt {2}}\right)-\pi }
{\displaystyle \quad =\pi }
Dem Oktaeder werden 6 halbe reguläre Oktaeder der Kantenlänge {\displaystyle a} abgeschnitten. Das Volumen des großen Oktaeders nimmt also um 3 mal das Volumen des kleinen Oktaeders ab:
Das Volumen des Oktaederstumpfes ist
{\displaystyle V={\frac {\sqrt {2}}{3}}\;a_{0}^{3}-3{\frac {\sqrt {2}}{3}}\;a^{3}=8{\sqrt {2}}\cdot a^{3}}
Die Oberfläche des großen Oktaeders nimmt um die Oberfläche von 3 kleinen Oktaedern ab und nimmt um die Fläche von 6 Schnittquadraten zu:
Die Oberfläche ist
{\displaystyle A_{O}=2{\sqrt {3}}\;a_{0}^{2}-3\cdot 2{\sqrt {3}}a^{2}+6a^{2}=18{\sqrt {3}}a^{2}-6{\sqrt {3}}a^{2}+6a^{2}}
{\displaystyle \quad =6\left(2{\sqrt {3}}+1\right)\cdot a^{2}}
Koordinaten:

Für die obigen Bilder wurden die 24 Punkte des Oktaederstumpfes wie folgt koordinatisiert:
{\displaystyle \left(\pm {\frac {a}{2}},\pm {\frac {a}{2}},\pm {\sqrt {2}}a\right),\quad \left(\pm a,\pm a,\pm {\frac {a}{\sqrt {2}}}\right)}
{\displaystyle \left(\pm {\sqrt {2}}a,\pm {\frac {a}{2}},0\right),\quad \left(\pm {\frac {a}{2}},\pm {\sqrt {2}}a,0\right)}